# ニコライ・ドゥードフ
ニコライ・ニコラエヴィチ・ドゥードフ（ドゥドフ、ロシア語: Николай Николаевич Дудов、ラテン文字転写の例：Nikolai Nikolaevich Dudov、1952年1月1日 - ）は、ロシアの政治家。2003年から2013年まで、ロシア極東のマガダン州知事。トゥーラ州セヴェロ・ザドンスク出身。
1969年モスクワ化学技術大学ノヴォシビルスク支部を卒業する。オートメーションエンジニアリングに関する学位を取得する。1978年初頭、チュクチ半島に移る。1991年マガダンに移り、極東情報センター所長となる。2000年11月マガダン州副知事に任命される。2002年モスクワ出張中にワレンチン・ツヴェトコフ知事が暗殺され、知事代行に就任。2003年の知事選挙で50.4パーセントを獲得し、カルペンコ・マガダン市長を破って当選した。選挙戦は相手陣営に対して攻撃的で不正があったとされる。